# مايك هولمز
مايك هولمز هو مقدم تلفزيوني كندي، ولد في 3 أغسطس 1963 في هالتون هيلز في كندا.

## وصلات خارجية
- مايك هولمز على موقع IMDb (الإنجليزية)
- مايك هولمز على موقع قاعدة بيانات الفيلم (الإنجليزية)